# Ashlee Bond

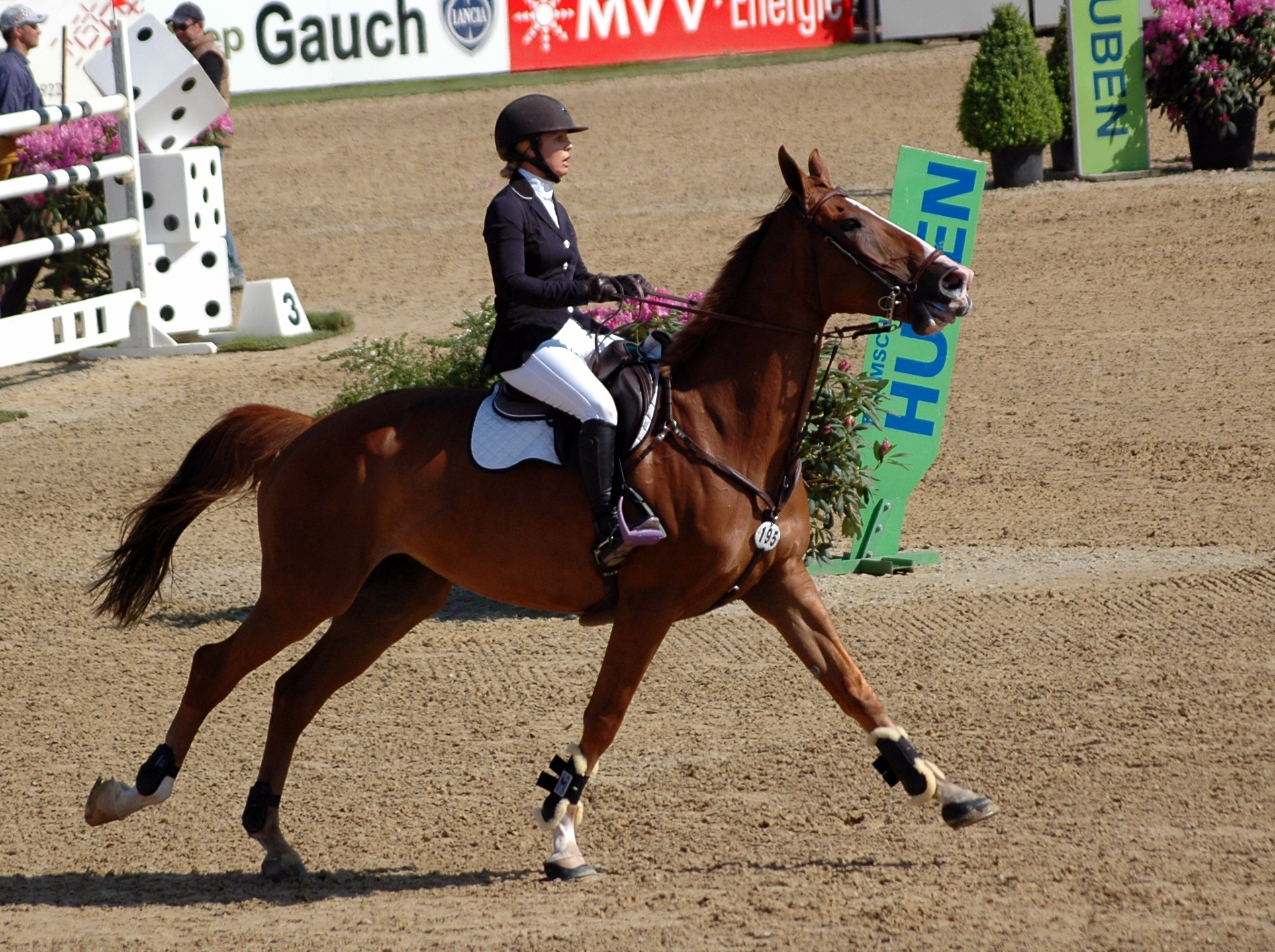
Ashlee Bond und Chela LS (2014)

Ashlee Bond (hebräisch אשלי בונד; * 15. April 1985 in Hidden Hills, Kalifornien) ist eine Springreiterin. Bis Mitte April 2018 trat sie für die Vereinigten Staaten an, seitdem startet sie für Israel.

## Privates
Ashlee Bond ist die Tochter der Filmproduzentin Cindy Bond. Ihr Vater Steve Bond, geboren Haifa als Shlomo Goldberg, ist als Schauspieler tätig. Er ist zugleich Trainer seiner Tochter. Sie hat einen jüngeren Bruder. Ashlee Bond selbst wurde im Jahr 2016 Mutter einer Tochter.
Bond lebt in Wellington (Florida).

## TV
In dem Film American Roadtrip spielt sie die Rolle der Amanda. 2007 war sie im Animationsfilm Die zehn Gebote als Sprecherin aktiv. Produzentin beider Filme war ihre Mutter.
2010 war sie gemeinsam mit dem Springreiter Richard Spooner in der Fernsehserie A Rider's Story zu sehen.

## Reitsport
Als Tochter pferdebegeisterter Eltern, saß sie bereits mit sechs Monaten zum ersten Mal auf einem Pferd. Im Alter von sechs Jahren begann sie zu reiten. Im Jahr 2008 ritt sie in Spruce Meadows ihr erstes internationales Turnier. 2009 gewann sie mit Cadett beim CHIO Aachen den Preis von Europa. 2011 startete sie mit Cadett beim Weltcupfinale in Leipzig.
Ebenso mit Cadett gewann sie im Sommer 2012 ein Weltcupspringen in Calgary-Spruce Meadows. Zum Abschluss der Weltcupsaison 2012/2013 nahm Ashlee Bond mit Wistful am Weltcupfinale in Göteborg teil. Mit Chela war sie im Sommer 2014 nochmals Teil zweier US-amerikanischen Nationenpreismannschaft (3. Platz in Falsterbo und 1. Platz in Gijon). Zum Jahresabschluss 2014 gewann sie mit Chela vor John Whitaker den Großen Preis von Lüttich (CSI 3*).
Nachdem sie sie das Jahr 2014 fast komplett in Europa verbracht hatte, kehrte sie nach Nordamerika zurück. Im Jahr 2016 pausierte sie für ein Jahr, mit dem Sieg im Weltcupspringen von Thermal kehrte im Februar 2017 in den internationalen Sport zurück. Ihre Stute Chela, mit der sie diesen Erfolg errungen hatte, fiel ab Sommer 2017 und aufgrund einer Verletzung 12 Monate aus.
Am 15. April 2018 erhielt sie die Staatsbürgerschaft des Geburtslandes ihres Vaters, seitdem geht sie im Sport für Israel an den Start. Bereits bei den Weltreiterspielen 2018 war Bond Teil der erstmals bei einem Championat antretenden neu formierten israelischen Equipe (mit Chela 13. Platz mit der Mannschaft und 113. Platz im Einzel). Im Rahmen des Winter Equestrian Festivals gewann Ashlee Bond im März 2020 mit Donatello einen CSI 5*-Großen Preis.

### Pferde (Auszug)
- Cadett 7 (* 1997), Holsteiner, Fuchswallach, Vater: Cor de la Bryère, Muttervater: Capitol I, 2013 aus dem Sport verabschiedet[14]
- Chela LS (* 2004), Warmblutpferd des Stammbuchs La Silla, Fuchsstute, Vater: Chapultepec La Silla (ex Fergar Mail), Muttervater: Tlaloc La Silla (Dollar de la Pierre)[15]
- Donatello 141 (* 2011), Brauner Westfalischer Wallach, Vater: Diarado, Muttervater: Lamoureux I[16]